# شهرستان ورخوینا
ورخوینا رین (به لاتین: Verkhovyna Raion) یک سکونتگاه مسکونی در اوکراین است که در استان ایوانو فرانکیسوک واقع شده‌است.

## خصوصیات
ورخوینا رین ۳۰٬۰۷۹ نفر جمعیت دارد.